# Discographie des Sugababes
Voici la liste des albums, singles et vidéos du groupe britannique Sugababes.

## Albums
| Année | Album                   | Classement des ventes | Classement des ventes | Classement des ventes | Classement des ventes | Classement des ventes | Classement des ventes | Classement des ventes | Classement des ventes | Classement des ventes | Classement des ventes | Classement des ventes | Classement des ventes | Classement des ventes | Classement des ventes | Classement des ventes | Ventes britanniques | Certifications britanniques |
| Année | Album                   | FR                    | BEL/Fr                | BEL/Nl                | R-U                   | IRL                   | ALL                   | AUS                   | N-Z                   | SUI                   | AUT                   | P-B                   | SUE                   | FIN                   | NOR                   | DAN                   | Ventes britanniques | Certifications britanniques |
| ----- | ----------------------- | --------------------- | --------------------- | --------------------- | --------------------- | --------------------- | --------------------- | --------------------- | --------------------- | --------------------- | --------------------- | --------------------- | --------------------- | --------------------- | --------------------- | --------------------- | ------------------- | --------------------------- |
| 2000  | One Touch               | —                     | —                     | —                     | 26                    | 55                    | 7                     | 63                    | 16                    | 8                     | 6                     | —                     | —                     | —                     | —                     | —                     | 220 728             | Or                          |
| 2002  | Angels with Dirty Faces | —                     | 48                    | 15                    | 2                     | 3                     | 13                    | —                     | 21                    | 13                    | 19                    | 12                    | 49                    | 32                    | 11                    | 37                    | 918 935             | 3 × Platine                 |
| 2003  | Three                   | 128                   | —                     | 50                    | 3                     | 9                     | 10                    | —                     | 45                    | 9                     | 21                    | 4                     | 54                    | 40                    | 22                    | 39                    | 856 628             | 2 × Platine                 |
| 2005  | Taller in More Ways     | —                     | —                     | 36                    | 1                     | 7                     | 11                    | 67                    | 16                    | 6                     | 5                     | 10                    | 23                    | —                     | 30                    | 32                    | 887 264             | 2 × Platine                 |
| 2007  | Change                  | 105                   | —                     | —                     | 1                     | 10                    | 33                    | 90                    | —                     | 14                    | 32                    | 69                    | —                     | —                     | —                     | —                     | 516 032             | Platine                     |
| 2008  | Catfights & Spotlights  | —                     | —                     | —                     | 8                     | 18                    | —                     | —                     | —                     | —                     | —                     | —                     | —                     | —                     | —                     | —                     | 112 691             | Or                          |
| 2010  | Sweet 7                 | -                     | -                     | -                     | 14                    | 26                    | -                     | -                     | -                     | -                     | -                     | -                     | -                     | -                     | -                     | -                     | 23 147              | -                           |
| 2022  | The Lost Tapes          | -                     | -                     | -                     | -                     | -                     | -                     | -                     | -                     | -                     | -                     | -                     | -                     | -                     | -                     | -                     | -                   | -                           |

## Compilation
| Année | Album                               | Classement des ventes | Classement des ventes | Classement des ventes | Classement des ventes | Classement des ventes | Classement des ventes | Classement des ventes | Classement des ventes | Classement des ventes | Classement des ventes | Ventes britanniques | Certifications britanniques |
| Année | Album                               | R-U                   | IRL                   | ALL                   | SUI                   | AUT                   | P-B                   | BEL/Nl                | NOR                   | DAN                   | POR                   | Ventes britanniques | Certifications britanniques |
| ----- | ----------------------------------- | --------------------- | --------------------- | --------------------- | --------------------- | --------------------- | --------------------- | --------------------- | --------------------- | --------------------- | --------------------- | ------------------- | --------------------------- |
| 2006  | Overloaded : The Singles Collection | 3                     | 12                    | 38                    | 29                    | 25                    | 37                    | 43                    | 21                    | 34                    | 15                    | 650 839             | 2x Platine                  |
| 2011  | The Best of the Bs                  |                       |                       |                       |                       |                       |                       |                       |                       |                       |                       |                     |                             |
| 2019  | Essential                           |                       |                       |                       |                       |                       |                       |                       |                       |                       |                       |                     |                             |

## Remix
- 2006 : Overloaded (The Remix Collection)[1]
- 2011 : The Complete Bs[2]
- 2022 : One Touch At Twenty: The Remixes[3]

## Albums live
- 2009 : Session@AOL[4]
- 2009 : Live from London[5]
- 2006 : Napster Live Sessions[6]
- 2007 : Live at O2 Music Flash[7]
- 2023 : Apple Music Home Sessions

## Singles
| Année | Titre                                         | Classement des ventes | Classement des ventes | Classement des ventes | Classement des ventes | Classement des ventes | Classement des ventes | Classement des ventes | Classement des ventes | Classement des ventes | Classement des ventes | Classement des ventes | Classement des ventes | Classement des ventes | Classement des ventes | Classement des ventes | Classement des ventes | Classement des ventes | Ventes britanniques | Certifications britanniques | Album                               |
| Année | Titre                                         | FR                    | FR TL                 | R-U                   | IRL                   | POL                   | ALL                   | AUT                   | SUI                   | P-B                   | AUS                   | BEL                   | NOR                   | N-Z                   | DAN                   | SUE                   | EU                    | Monde                 | Ventes britanniques | Certifications britanniques | Album                               |
| ----- | --------------------------------------------- | --------------------- | --------------------- | --------------------- | --------------------- | --------------------- | --------------------- | --------------------- | --------------------- | --------------------- | --------------------- | --------------------- | --------------------- | --------------------- | --------------------- | --------------------- | --------------------- | --------------------- | ------------------- | --------------------------- | ----------------------------------- |
| 2000  | Overload                                      | —                     | —                     | 6                     | 15                    | 21                    | 3                     | 3                     | 5                     | 12                    | 27                    | 22                    | 12                    | 2                     | —                     | —                     | 12                    | 25                    | 156 131             | —                           | One Touch                           |
| 2000  | New Year                                      | —                     | —                     | 12                    | 25                    | —                     | —                     | —                     | —                     | —                     | —                     | —                     | —                     | —                     | —                     | —                     | —                     | —                     | 84 170              | —                           | One Touch                           |
| 2001  | Run for Cover                                 | —                     | —                     | 13                    | 35                    | 68                    | 35                    | 38                    | 36                    | 33                    | 36                    | —                     | —                     | 49                    | —                     | —                     | —                     | —                     | 64 242              | —                           | One Touch                           |
| 2001  | Soul Sound                                    | —                     | —                     | 30                    | —                     | —                     | —                     | —                     | —                     | —                     | 79                    | —                     | —                     | —                     | —                     | —                     | —                     | —                     | 14 359              | —                           | One Touch                           |
| 2002  | Freak Like Me                                 | —                     | —                     | 1                     | 2                     | 15                    | 27                    | 22                    | 11                    | 23                    | 44                    | 10                    | 4                     | 25                    | 13                    | 18                    | 9                     | 17                    | 275 871             | Argent                      | Angels with Dirty Faces             |
| 2002  | Round Round                                   | 71                    | —                     | 1                     | 2                     | 6                     | 15                    | 8                     | 4                     | 2                     | 13                    | 6                     | 4                     | 2                     | 3                     | 11                    | 3                     | 8                     | 400 000             | Or                          | Angels with Dirty Faces             |
| 2002  | Stronger / Angels with Dirty Faces            | —                     | —                     | 7                     | 13                    | 2                     | 38                    | 41                    | 4                     | 5                     | 34                    | 20                    | 6                     | 24                    | 11                    | 23                    | 15                    | 17                    | 126 739             | —                           | Angels with Dirty Faces             |
| 2003  | Shape                                         | —                     | —                     | 11                    | 9                     | 1                     | 39                    | 50                    | 40                    | 7                     | 75                    | 49                    | 16                    | —                     | —                     | —                     | 33                    | 21                    | 52 295              | —                           | Angels with Dirty Faces             |
| 2003  | Hole in the Head                              | —                     | —                     | 1                     | 2                     | 1                     | 9                     | 5                     | 8                     | 2                     | 25                    | 20                    | 2                     | 11                    | 1                     | 7                     | 3                     | 7                     | 183 598             | Argent                      | Three                               |
| 2003  | Too Lost in You                               | 22                    | —                     | 10                    | 13                    | 6                     | 14                    | 26                    | 8                     | 8                     | 31                    | 28                    | 7                     | 31                    | 17                    | 30                    | 11                    | 15                    | 400 000             | Or                          | Three                               |
| 2004  | In the Middle                                 | —                     | —                     | 8                     | 13                    | 3                     | 29                    | 27                    | 23                    | 7                     | 33                    | 40                    | —                     | —                     | —                     | —                     | 30                    | 29                    | 52 308              | —                           | Three                               |
| 2004  | Caught in a Moment                            | —                     | —                     | 8                     | 28                    | 4                     | 71                    | 33                    | 56                    | 30                    | —                     | —                     | —                     | —                     | —                     | —                     | 37                    | 60                    | 49 406              | —                           | Three                               |
| 2004  | Do They Know It's Christmas? avec Band Aid 20 | —                     | —                     | 1                     | 1                     | 3                     | —                     | 15                    | —                     | —                     | 9                     | —                     | —                     | 1                     | —                     | —                     | —                     | —                     | 1 200 000           | 2x Platine                  | Single caritatif                    |
| 2005  | Push the Button                               | 17                    | 20                    | 1                     | 1                     | 1                     | 2                     | 1                     | 3                     | 3                     | 3                     | 2                     | 2                     | 1                     | 3                     | 4                     | 1                     | 6                     | 850 000             | Argent                      | Taller In More Ways                 |
| 2005  | Ugly                                          | —                     | —                     | 3                     | 7                     | 2                     | 26                    | 14                    | 19                    | 7                     | 13                    | 13                    | 7                     | 5                     | 4                     | 18                    | 8                     | 15                    | 166 315             | —                           | Taller In More Ways                 |
| 2006  | Red Dress                                     | —                     | —                     | 4                     | 12                    | 5                     | 27                    | 41                    | 31                    | 7                     | 22                    | 35                    | 17                    | 16                    | —                     | —                     | 26                    | 28                    | 98 428              | —                           | Taller In More Ways                 |
| 2006  | Follow Me Home                                | —                     | —                     | 32                    | 25                    | 37                    | —                     | —                     | —                     | —                     | —                     | —                     | —                     | —                     | —                     | —                     | 43                    | 92                    | 20 106              | —                           | Taller In More Ways                 |
| 2006  | Easy                                          | —                     | —                     | 8                     | 18                    | 33                    | 26                    | 23                    | 30                    | 33                    | 77                    | —                     | 18                    | —                     | 13                    | 56                    | 28                    | 48                    | 56 410              | —                           | Overloaded : The Singles Collection |
| 2007  | Sing (avec Annie Lennox)                      | —                     | —                     | 161                   | —                     | 41                    | —                     | —                     | —                     | —                     | —                     | —                     | —                     | —                     | —                     | —                     | —                     | —                     | —                   | —                           | Songs Of Mass Destruction           |
| 2007  | Walk This Way (vs Girls Aloud)                | —                     | —                     | 1                     | 14                    | 7                     | 15                    | —                     | —                     | —                     | —                     | —                     | —                     | —                     | —                     | —                     | 15                    | 70                    | 127 896             | Or                          | Single caritatif                    |
| 2007  | About You Now                                 | 19                    | 17                    | 1                     | 2                     | 8                     | 4                     | 4                     | 21                    | 16                    | 57                    | 28                    | 7                     | 18                    | 12                    | 40                    | 3                     | 18                    | 1 200 000           | 2 x Platine                 | Change                              |
| 2007  | My Love Is Pink                               | —                     | —                     | —                     | —                     | —                     | —                     | —                     | —                     | —                     | —                     | —                     | —                     | —                     | —                     | —                     | —                     | —                     | —                   | —                           | Change                              |
| 2007  | Change                                        | —                     | —                     | 13                    | 21                    | 42                    | 32                    | —                     | —                     | 64                    | —                     | —                     | —                     | —                     | —                     | —                     | 39                    | 61                    | 93 358              | —                           | Change                              |
| 2008  | Denial                                        | —                     | —                     | 15                    | 18                    | 5                     | 11                    | 4                     | 14                    | 61                    | —                     | —                     | —                     | —                     | —                     | —                     | 14                    | 51                    | 86 584              | —                           | Change                              |
| 2008  | Girls                                         | —                     | —                     | 3                     | 12                    | —                     | —                     | —                     | —                     | —                     | —                     | —                     | —                     | —                     | —                     | —                     | —                     | —                     | 179 363             | —                           | Catfights & Spotlights              |
| 2009  | No Can Do                                     | —                     | —                     | 23                    | —                     | —                     | —                     | —                     | —                     | —                     | —                     | —                     | —                     | —                     | —                     | —                     | —                     | —                     | 49 063              | —                           | Catfights & Spotlights              |
| 2009  | Get Sexy                                      | -                     | -                     | 2                     | 3                     | -                     | -                     | -                     | -                     | -                     | -                     | -                     | -                     | -                     | -                     | -                     | -                     | 9                     | 55 708              | -                           | Sweet 7                             |
| 2010  | About A Girl                                  | —                     | —                     | 8                     | 14                    | -                     | -                     | -                     | -                     | -                     | -                     | -                     | -                     | -                     | -                     | -                     | -                     | -                     | -                   | -                           | Sweet 7                             |
| 2010  | Wear My Kiss                                  | —                     | —                     | 7                     | 9                     | -                     | -                     | -                     | -                     | -                     | -                     | -                     | -                     | -                     | -                     | -                     | -                     | -                     | -                   | -                           | Sweet 7                             |
| 2011  | Freedom                                       | —                     | —                     | —                     | —                     | —                     | —                     | —                     | —                     | —                     | —                     | —                     | —                     | —                     | —                     | —                     | —                     | —                     | —                   | —                           |                                     |
| 2013  | Flatline                                      | —                     | —                     | 50                    | 14                    | -                     | -                     | -                     | -                     | -                     | -                     | -                     | -                     | -                     | -                     | -                     | -                     | -                     | -                   | -                           | The Lost Tapes                      |
| 2019  | Flowers feat DJ Spoony                        | —                     | —                     | 26                    | —                     | —                     | —                     | —                     | —                     | —                     | —                     | —                     | —                     | —                     | —                     | —                     | —                     | —                     | —                   | —                           | Garage Classical                    |
| 2021  | Run for Cover feat MNEK                       | —                     | —                     | —                     | —                     | —                     | —                     | —                     | —                     | —                     | —                     | —                     | —                     | —                     | —                     | —                     | —                     | —                     | —                   | —                           | One Touch : 20 year anniversary     |
| 2021  | Same Old Story (Blood Orange Remix)           | —                     | —                     | —                     | —                     | —                     | —                     | —                     | —                     | —                     | —                     | —                     | —                     | —                     | —                     | —                     | —                     | —                     | —                   | —                           | One Touch : 20 year anniversary     |
| 2023  | Back to Life                                  |                       |                       | 49                    | —                     | —                     | —                     | —                     | —                     | —                     | —                     | —                     | —                     | —                     | —                     | —                     | —                     | —                     | —                   | —                           | The Lost Tapes                      |
| 2023  | Only You                                      |                       |                       | 58                    | —                     | —                     | —                     | —                     | —                     | —                     | —                     | —                     | —                     | —                     | —                     | —                     | —                     | —                     | —                   | —                           | The Lost Tapes                      |
| 2023  | Breathe Me                                    |                       |                       | 62                    | —                     | —                     | —                     | —                     | —                     | —                     | —                     | —                     | —                     | —                     | —                     | —                     | —                     | —                     | —                   | —                           | The Lost Tapes                      |
| 2023  | When the Rain Comes                           |                       |                       | -                     | —                     | —                     | —                     | —                     | —                     | —                     | —                     | —                     | —                     | —                     | —                     | —                     | —                     | —                     | —                   | —                           | N/A                                 |

## DVD
- 2006 : Overloaded : The Singles Collection

## Clips vidéo
| Année | Titre                     | Réalisateur(s)                  |
| ----- | ------------------------- | ------------------------------- |
| 2000  | "Overload"                | Phil Poynter                    |
| 2000  | "New Year"                | Alex Hemming                    |
| 2001  | "Run for Cover"           | Jamie Morgan                    |
| 2001  | "Soul Sound"              | Max & Dania                     |
| 2002  | "Freak like Me"           | Sophie Muller et Dawn Shadforth |
| 2002  | "Round Round"             | Phil Griffin                    |
| 2002  | "Stronger"                | Alison Murray                   |
| 2002  | "Angels with Dirty Faces" | Cartoon Network Productions     |
| 2003  | "Shape"                   | Michael Gracey et Pete Commins  |
| 2003  | "Hole in the Head"        | Matthew Rolston                 |
| 2003  | Too Lost in You           | Andy Morahan                    |
| 2004  | "In the Middle"           | Matthew Rolston                 |
| 2004  | "Caught in a Moment"      | Howard Greenhalgh               |
| 2005  | "Push the Button"         | Matthew Rolston                 |
| 2005  | "Ugly"                    | Toby Tremlett                   |
| 2006  | "Red Dress"               | Tim Royes                       |
| 2006  | "Follow Me Home"          | Toby Tremlett                   |
| 2006  | "Easy"                    | Tim Royes                       |
| 2007  | "Walk This Way"           | Trudy Bellinger                 |
| 2007  | "About You Now"           | Marcus Adams                    |
| 2007  | "Change"                  | Fatima Robinson                 |
| 2008  | "Denial"                  | Harvey B-Brown                  |
| 2008  | "Girls"                   | Daniel Wolfe                    |
| 2008  | "No Can Do"               | Marco Puig                      |
| 2009  | "Get Sexy"                | Emil Nava                       |
| 2010  | "About A Girl"            | Martin Weisz                    |
| 2010  | "Wear My Kiss"            | Martin Weisz                    |
| 2011  | "Freedom"                 | Sean de Sparengo                |
| 2013  | "Flatline"                | Auleta                          |